# Ludwik Muzyczka

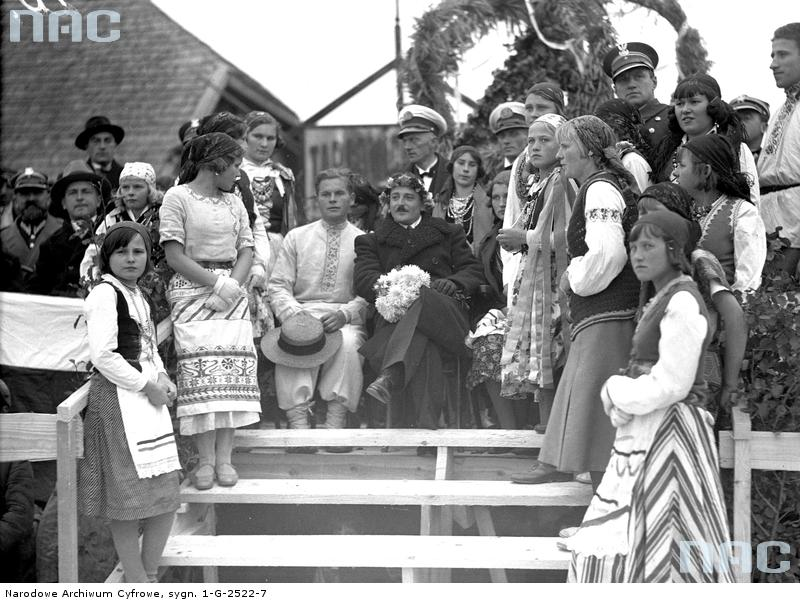
Ludwik Muzyczka jako starosta dziśnieński (siedzi po prawej) podczas dożynek w Głębokiem w 1934 r.

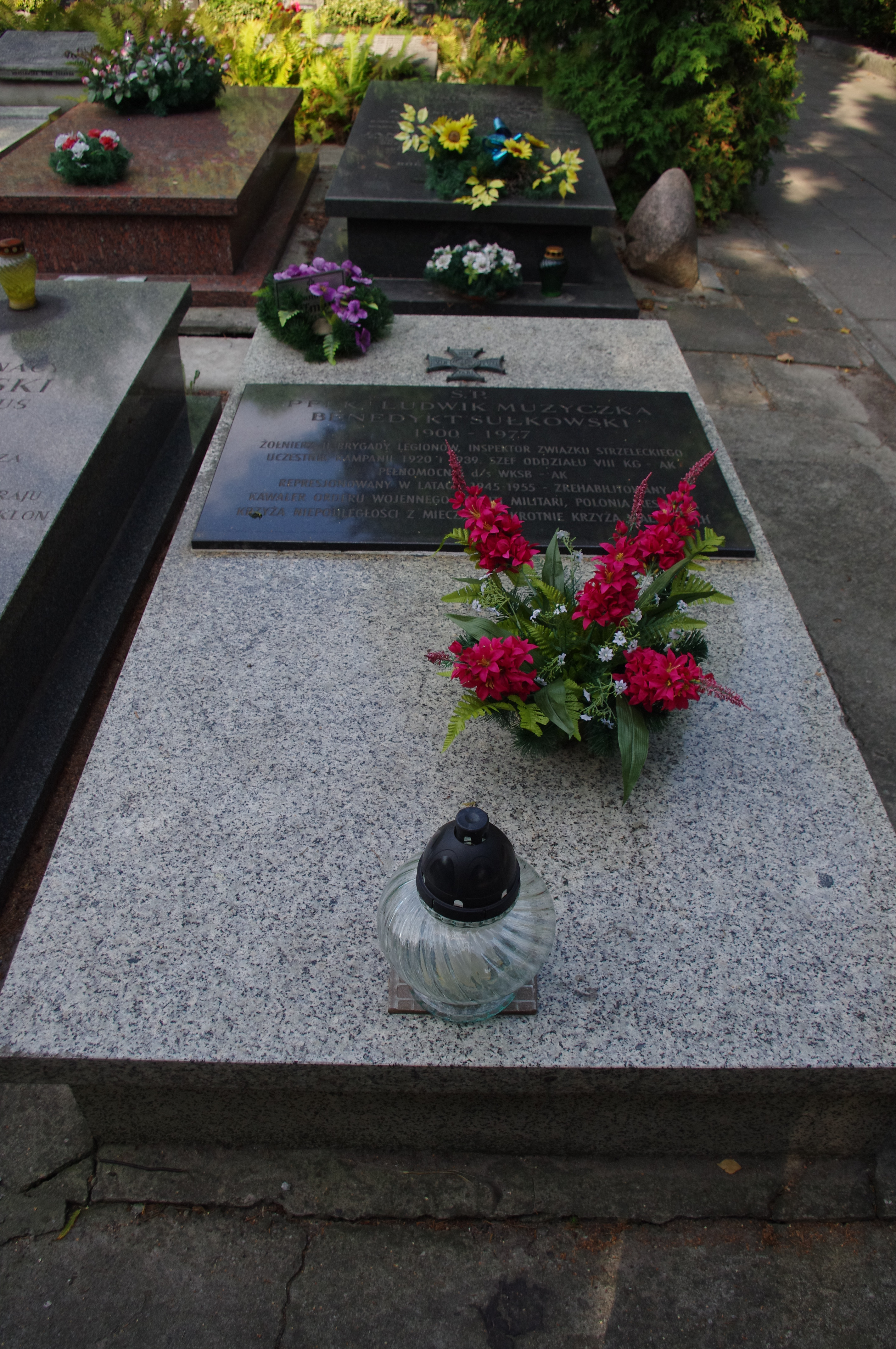
Grób podpułkownika Ludwika Muzyczki na Cmentarzu Wojskowym na Powązkach

Ludwik Muzyczka ps. „Ludwik”, „Benedykt”, „Sułkowski”, „August”, „Jacek” (ur. 25 sierpnia 1900 w Jarosławiu, zm. 25 lutego 1977 w Krakowie) – podpułkownik piechoty Wojska Polskiego, działacz Związku Strzeleckiego, podpułkownik czasu wojny, generał brygady Korpusu Bezpieczeństwa, Szef Biur Wojskowych w KG ZWZ-AK (marzec 1941–sierpień 1944).

## Życiorys
Ojcem Ludwika był Michał Muzyczka, podoficer armii austriackiej, a następnie laborant Obserwatorium Astronomicznego Uniwersytetu Jagiellońskiego, natomiast matką Anastazja Stochmańska. Uczył się w Krakowie w gimnazjum oo. Jezuitów. Żołnierz Legionów Polskich od grudnia 1916 w stopniu szeregowego w 3 pułku piechoty. W lutym 1918 internowany na Węgrzech, a w maju był na froncie włoskim i wcielony do 20 pułku piechoty armii austriackiej. Zbiegł w sierpniu 1918 do Krakowa i wstąpił do POW. Od listopada 1918 służył w Wojsku Polskim w 5 pułku piechoty Legionów na froncie, a później w batalionie zapasowym tego pułku od lutego 1921. Uczestniczył 20 października 1920 w tzw. buncie gen. Lucjana Żeligowskiego. Przeniesiony do rezerwy w marcu 1921 w stopniu plutonowego. Współorganizator Tymczasowej Komisji Rządzącej Litwy Środkowej: był od marca 1921 referentem i p.o. szefa Oddziału Propagandy, a referentem w Departamencie Rolnictwa od marca 1922. Referent i kierownik oddziału w Delegaturze Rządu od lipca 1922 do grudnia 1925, później w Urzędzie Wojewódzkim w Wilnie. Był jednocześnie prezesem Zarządu Okręgowego Związku Peowiaków i wiceprezesem Zarządu Okręgowego Związku Urzędników Państwowych. Był członkiem PPS-u. Podjął studia jako wolny słuchacz na Wydziale Prawa Uniwersytetu Stefana Batorego w Wilnie, ale nie uwieńczył ich dyplomem. Zaangażował się w tym samym czasie w działalność Związku Strzeleckiego. Był komendantem Obwodu Wilno–Święciany od grudnia 1924, p.o. komendanta Samodzielnego Okręgu Wilno od marca 1925, od lipca tego roku Inspektorem Okręgu Wilno, a komendantem Podokręgu Lida od października 1926. Od marca 1927 komendant Okręgu Nowogródek, a od kwietnia 1928 Okręgu Wilno. W latach 1930–1933 organizował i był komendantem tajnego Północnego Okręgu Związku Strzeleckiego działającego na obszarze Wolnego Miasta Gdańska i Prus Wschodnich pod pseudonimem „Wilk”, a jednocześnie członek komitetu redakcyjnego tajnego pisma „Grom”. Zatrudniony był wówczas formalnie jako radca w Komisariacie Generalnym RP w Gdańsku pod nazwiskiem Józef Sułkowski. W związku ze zdekonspirowaniem go przez wywiad niemiecki i czasowym uspokojeniem stosunków polsko-gdańskich został odwołany w 1933 przez Senat Gdański. Od listopada 1933 był starostą pow. Dzisna z siedzibą w Głębokiem, a starostą w Wyrzysku od marca 1935. Nadano mu w 1933 najwyższy stopień Inspektora ZS, który dawał dożywotnie członkostwo RN związku. Inspektor terenowy przy Komendzie Pomorskiego Okręgu ZS.
Mianowany podporucznikiem rezerwy piechoty ze starszeństwem z dniem 1 września 1931 roku. W 1934 roku zajmował 424 lokatę na liście starszeństwa oficerów rezerwowych piechoty. Miał wówczas przydział mobilizacyjny do 1 pułku piechoty Legionów i pozostawał na ewidencji Powiatowej Komendy Uzupełnień Wilno Miasto.
Po wybuchu wojny był we wrześniu 1939 ewakuowany i dowodził oddziałami samoobrony powiatu Wyrzysk. Następnie dowodził samoobroną Inowrocławia i samorzutnie objął funkcję komisarycznego prezydenta Inowrocławia. Wchodził następnie w skład sztabu dowódcy Etapów Armii „Pomorze” i „Poznań” gen. Michała Karaszewicza-Tokarzewskiego. W bitwie nad Bzurą był kontuzjowany i dostał się do niewoli niemieckiej, ale zdołał zbiec z obozu w Łodzi i przedostał się do Krakowa.
W końcu września 1939 był w konspiracji, współorganizator i następnie komisarz ds. walki cywilnej (Główny Szef Walki Cywilnej) Organizacji Orła Białego (OOB). Po scaleniu OOB z ZWZ (luty–marzec 1940) wyjechał do Warszawy. Razem ze Stanisławem Kauzikiem i Tymczasowym Delegatem Rządu RP, płk. Janem Skorobohatym-Jakubowskim od wiosny do jesieni 1940 na polecenie gen. Stefana Roweckiego opracowywał koncepcję tworzenia tajnej administracji cywilnej. Był w tym celu oddelegowany z ZWZ, a od marca 1940 pełnił funkcję Szefa Koordynacji. KG ZWZ przystąpiła w marcu 1941 do tworzenia odrębnego aparatu administracji, a Muzyczka został szefem Biur Wojskowych („Zeszyt”–„Teczka”–„Głóg”–„Róża”) w KG ZWZ–AK. Do sierpnia 1944 pełnił funkcję Szefa Biur Wojskowych, a jednocześnie od października 1940 zajmował się organizowaniem Wojskowej Administracji Ziem Nowych i Wojskowego Korpusu Służby Bezpieczeństwa. Korpus Bezpieczeństwa miał zapewnić m.in. obsadę obu tych instytucji, więc dowódca AK gen. Stefan Rowecki mianował na to stanowisko właśnie Muzyczkę. KB nadało mu nawet stopień generała brygady, ale nigdy go nie używał i po wojnie nie zweryfikował. Był wyznaczony przed powstaniem warszawskim na szefa sztabu „Nie”, a w końcowej fazie działań mianowany p.o. szefa administracji powstańczych w nowo utworzonej Delegaturze MON.
Awansowany na stopień podpułkownika czasu wojny rozkazem L.483/BP z 1 października 1944 roku. Po kapitulacji oddziałów powstańczych przebywał w Oflagach Lamsdorf i Woldenberg, a po wyzwoleniu z niewoli powrócił do kraju w lutym 1945.
We wrześniu 1945 był współorganizatorem Zrzeszenia WiN. 22 grudnia 1945 został aresztowany w Krakowie i w procesie kierownictwa „WiN” skazany na 10 lat więzienia z zaliczeniem aresztu śledczego, ale Prezydent RP Bolesław Bierut 5 lutego 1947 zmniejszył mu wymiar kary do 6 lat. 23 grudnia 1948 został zwolniony z więzienia i pracował w Krakowie jako urzędnik. 20 października 1950 był ponownie aresztowany i wyrokiem Sądu Wojewódzkiego dla m.st. Warszawy z 3 maja 1954 został skazany na 5 lat więzienia. Zwolniony z więzienia 25 września 1954 po połączeniu obu wyroków i wobec zaliczenia aresztu śledczego. Został zrehabilitowany postanowieniem Sądu Najwyższego z 8 czerwca 1957. W grudniu 1975 był sygnatariuszem protestu przeciwko zmianom w Konstytucji Polskiej Rzeczypospolitej Ludowej (List 59).
Pracował w Spółdzielni „Scenotechnika” w Krakowie. Zmarł 25 lutego 1977. Pochowany na Cmentarzu Wojskowym na Powązkach w Warszawie (kwatera B 28-1-1).
Jego siostrzeńcami byli Jerzy Salmonowicz i Stanisław Salmonowicz.

## Ordery i odznaczenia
- Krzyż Srebrny Orderu Virtuti Militari[9] nr 13031[13]
- Krzyż Niepodległości[9]
- Krzyż Walecznych (trzykrotnie, po raz trzeci we wrześniu 1944[9])
- Złoty Krzyż Zasługi z Mieczami (wrzesień 1944)[9]
- Złoty Krzyż Zasługi (13 czerwca 1930)[14]